# Monoplex
Monoplex is een geslacht van weekdieren uit de klasse van de Gastropoda (slakken).

## Soorten
- Monoplex amictus (Reeve, 1844)
- Monoplex aquatilis (Reeve, 1844)
- Monoplex cecilianus (Dall, 1916) †
- Monoplex cercadicus (Maury, 1917) †
- Monoplex comptus (A. Adams, 1855)
- Monoplex corrugatus (Lamarck, 1816)
- Monoplex durbanensis (E. A. Smith, 1899)
- Monoplex exaratus (Reeve, 1844)
- Monoplex gatunicus Beu, 2010 †
- Monoplex gemmatus (Reeve, 1844)
- Monoplex gurabonicus (Maury, 1917) †
- Monoplex intermedius (Pease, 1869)
- Monoplex jackwinorum Beu, 2010 †
- Monoplex keenae (Beu, 1970)
- Monoplex klenei (G. B. Sowerby III, 1889)
- Monoplex krebsii (Mörch, 1877)
- Monoplex lignarius (Broderip, 1833)
- Monoplex longispira Beu, 2010 †
- Monoplex macrodon (Valenciennes, 1832)
- Monoplex mundus (Gould, 1849)
- Monoplex nicobaricus (Röding, 1798)
- Monoplex norai (Garcia-Talavera & de Vera, 2004)
- Monoplex panamensis Beu, 2010 †
- Monoplex parthenopeus (Salis Marschlins, 1793)
- Monoplex penniketi (Beu, 1998)
- Monoplex pilearis (Linnaeus, 1758)
- Monoplex ritteri (Schmelz, 1989) †
- Monoplex thersites (Reeve, 1844)
- Monoplex tranquebaricus (Lamarck, 1816)
- Monoplex trigonus (Gmelin, 1791)
- Monoplex turtoni (E. A. Smith, 1890)
- Monoplex vespaceus (Lamarck, 1822)
- Monoplex vestitus (Hinds, 1844)
- Monoplex wiegmanni (Anton, 1838)

### Taxon inquirendum
- Monoplex chlorostomoides (Maury, 1924) †
- Monoplex infelix (Maury, 1924) †
- Monoplex williamsi (Maury, 1924) †

### Synoniemen
- Monoplex australasiae Perry, 1811 => Monoplex parthenopeus (Salis Marschlins, 1793)
- Monoplex capitatus Perry, 1811 => Tudicla spirillus (Linnaeus, 1767)
- Monoplex cornutus Perry, 1811 => Monoplex exaratus (Reeve, 1844) (onzeker synoniem; nomen dubium)
- Monoplex formosus Perry, 1811 => Ranularia gutturnia (Röding, 1798)
- Monoplex martinianus (d'Orbigny, 1847) => Monoplex pilearis (Linnaeus, 1758)
- Monoplex oboesa Perry, 1811 => Ranularia oboesa (Perry, 1811)